# Проввиденти
Проввиденти (итал. Provvidenti) —  коммуна в Италии, располагается в регионе Молизе, в провинции Кампобассо.
Население составляет 131 человек (2008 г.), плотность населения составляет 10 чел./км². Занимает площадь 13 км². Почтовый индекс — 86040. Телефонный код — 0874.
Покровителем коммуны почитается святитель Николай Мирликийский, празднование 6 декабря.

## Демография
Динамика населения:

## Администрация коммуны
- Официальный сайт: